# One from the Heart
One from the Heart è la prima colonna sonora scritta e prodotta dal cantautore statunitense Tom Waits per il film omonimo di Francis Ford Coppola, One from the Heart.
La cantante country statunitense Crystal Gayle ha collaborato attivamente al progetto, sia cantando da solista vari brani della colonna sonora, sia duettando con Waits.

## Tracce
Tutte le canzoni sono state scritte da Tom Waits
1. Opening Montage (Tom's Piano Intro/Once Upon a Town/The Wages of Love) - 5:16 - (Strumentale)
2. Is There Any Way Out of This Dream? - 2:13
3. Picking Up After You - 3:54
4. Old Boyfriends - 5:53
5. Broken Bicycles - 2:53
6. I Beg Your Pardon - 4:26
7. Little Boy Blue - 3:43
8. Instrumental Montage (The Tango/Circus Girl) - 3:00
9. You Can't Unring a Bell - 2:20
10. This One's From the Heart - 5:45
11. Take Me Home - 1:37
12. Presents - 1:00 - (Strumentale)